# Église de Pukkila
L’église de Pukkila (finnois : Pukkilan kirkko) est une église luthérienne située à Pukkila en Finlande,.